# Jean-Joseph Moussaron

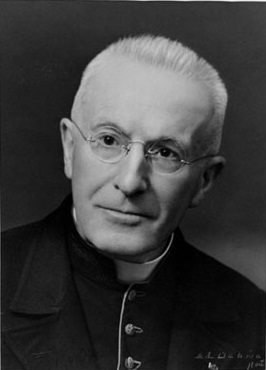
Jean-Joseph Moussaron

Jean-Joseph Moussaron (Tournecoupe, 10 september 1877 - Parijs, 10 maart 1956) was een belangrijk geestelijke van de Rooms-Katholieke Kerk uit Frankrijk. Hij werd geboren in het dorpje Tournecoupe, dicht bij Condom in Zuidwest-Frankrijk.
Moussaron stamt uit een  vroom katholieke, gegoede boerenfamilie  die afstamde van een verarmd adellijk geslacht, dat in de 14e eeuw vermeld wordt onder de naam Mosserano.  Zijn ouders konden het zich veroorloven Jean-Joseph goed onderwijs te geven. In 1904 werd hij priester gewijd.
Vanaf 1909 was hij aalmoezenier voor de Franse tegenhanger van de Katholieke Actie, waaraan hij veel tijd en aandacht bleef besteden.
Van 1929 tot 1936 was hij hulpbisschop van Auch, van 1936 tot 1940 bisschop van Cahors en van 1940 tot zijn dood in 1956 aartsbisschop van Albi.
In 1942 startte hij, o.a. via  officiële correspondentie, o.a. met de boven hem staande kardinalen, maar ook door de priesters en leken in zijn aartsbisdom daartoe te bewegen, en te helpen bij het regelen van onderduikadressen voor vervolgden, een actie ter bestrijding van de jodenvervolging door nazi-Duitsland, dat Frankrijk toen bezet hield. Ook steunde hij Franse verzetsgroeperingen, ook die van protestanten en van mensen met nog andere opvattingen. Na een weigering om disciplinair op te treden tegen een priester, die een door de Duitsers gefusilleerde verzetsman een uitgebreide katholieke begrafenis had gegeven, werd hij  in juni 1944 gearresteerd door de Gestapo en opgesloten in een gevangenis. Al korte tijd later, toen Albi in de nazomer van 1944 werd bevrijd, werd hij door de bevolking van de stad als een held ingehaald.
Na de oorlog beijverde hij zich, aanvankelijk met weinig succes, voor de zaligverklaring van de non en ordestichtster Jeanne Émilie de Villeneuve. Deze is overigens in 2015 door paus Franciscus heilig verklaard. Tijdens een congres in Parijs in maart 1956 werd Moussaron ziek en overleed korte tijd later.
Moussaron geldt, zoals uit zijn geschriften blijkt, als een voorstander van een actief, arbeidzaam christendom.
Moussaron is in 2010 in Israël postuum onderscheiden met de eretitel rechtvaardige onder de Volkeren.
Ook is hij onderscheiden met de Belgische Kroonorde.
- Bibliothèque nationale de France: cb123842004 (data)
- International Standard Name Identifier: 0000 0000 0028 6214
- Base Léonore: 19800035/228/30071
- Système universitaire de documentation: 111250811
- Virtual International Authority File: 49306021